# Carrascosa de la Sierra
Carrascosa de la Sierra település Spanyolországban, Soria tartományban. Carrascosa de la Sierra Aldealseñor, Aldealices, Castilfrío de la Sierra, Valtajeros, Magaña és La Losilla községekkel határos. Lakosainak száma 19 fő (2024).

## Népesség
A település népessége az elmúlt években az alábbi módon változott:
| Lakosok száma | 14   | 13   | 13   | 14   | 22   | 22   | 18   | 19   | 18   | 19   |
|               | 2001 | 2004 | 2007 | 2009 | 2012 | 2014 | 2017 | 2019 | 2022 | 2024 |